# Савченко, Владимир Васильевич
Савченко Владимир Васильевич (12 августа 1931, Ленинград — 6 января 1998, Москва) ведущий специалист в области разработки газовых и газоконденсатных месторождений, доктор технических наук (1994), профессор (1996), лауреат Государственной премии России (1997)

## Фрагменты биографии

### Семья
Отец — Савченко Василий Петрович видный российский геолог и геохимик,
Мать — Нина Ивановна — инженер геолог
- Окончив школу, в 1948 году он поступил в Газотопливный техникум. Однако учёба была прервана. В 1949 году В. В. Савченко по комсомольскому призыву был призван на Северный флот, где прослужил почти 7 лет радистом на подводной лодке. Служба подводником Северного Флота до 1956 года
- С 1957 по 1962 учёба в Московском институте нефтехимической и газовой промышленности им. И. М. Губкина. Институт окончил с отличием
- С 1968 работал на кафедре разработки газовых и газоконденсатных месторождений в Московском институте нефтехимической и газовой промышленности им. И. М. Губкина старшим преподавателем, доцентом, профессором, научным руководителем отраслевой проблемной лаборатории. Был членом Государственной комиссии по запасам полезных ископаемых (ГКЗ).

## Основные результаты и научные труды
В. В. Савченко доказал теоретически и подтвердил фактическими данными разработки, что зависимости приведенного пластового давления от накопленной добычи газа в определенных условиях отклоняются от классической формы как при упруговодонапорном, так и при газовом режиме. Им показано, что даже при самом активном проявлении упруговодонапорного режима возможен прямолинейный характер зависимости приведенного пластового давления от накопленной добычи газа (также и в случае газового режима). Основные причины — темпы отбора газа, деформации пласта, слабопроницаемые барьеры, разновременный ввод скважин в эксплуатацию и др. В. В. Савченко выявил геолого-промысловые причины низкой газоотдачи отечественных месторождений в условиях активного упруговодонапорного режима.
- В 1967 г. защитил кандидатскую диссертацию — «Некоторые вопросы разработки газовых месторождений в условиях активного проявления упруговодонапорного режима»
- В 1994 г. защитил докторскую диссертацию — «Создание методов повышения газоотдачи залежей природных газов с учетом применения геолого-промысловых данных».

Автор 75 публикаций по вопросам разработки газовых и газоконденсатных месторождений, в том числе учебное пособие «Освоение газовых залежей» в соавторстве с Требиным Ф.А.

## Награды
- Медаль «За освоение целинных земель»
- Знак ЦК ВЛКСМ «За освоение Новых Земель»
- Лауреат Государственной премии РФ (1997) за разработку комплекса научно-технических решений, обеспечивающих надёжность добычи природного газа при энергосберегающих технологиях и повышение газо- и конденсатоотдачи недр
- Отличник газовой промышленности СССР (1980)
- Отличник разведки недр СССР
- Почётный работник газовой промышленности (1995)